# Isha Johansen
Isha Tejan-Cole Johansen (geb. Tejan-Cole; * 1965 in Freetown) ist eine sierra-leonische Fußballfunktionärin.
Vom 3. August 2013 bis 2021 war sie Präsidentin des Fußballverbandes Sierra Leone Football Association (SLFA). Sie war eine von nur vier Frauen in der Geschichte an der Spitze eines nationalen Fußballverbandes. Johansen ist Eigentümerin und Chief Executive Officer des Erstligisten FC Johansen, dessen größter Erfolg 2013 der nationale Pokalsieg war.

## Lebensweg
Johansen ist Muslime und gehört dem Volk der Oku bzw. Krio an. Sie wurde in eine fußballverrückte Familie hineingeboren. Ihr Vater war Mitgründer der East End Lions, der erfolgreichsten Vereinsmannschaft Sierra Leones.
Johansen ging unter anderem im englischen Yeovil zur Schule. Sie ist mit dem norwegischen Konsul in Sierra Leone, Arne Birger Johansen, verheiratet.

## Fußballfunktionär
Johansen gründete 2004 den FC Johansen mit dem Ziel vor allem Jugendliche, die durch den Bürgerkrieg in Sierra Leone in Mitleidenschaft gezogen wurden, zu fördern. Bis 2011 spielte der Verein zweitklassig, ehe er in die Premier League aufstieg.
Am 3. August 2013 wurde Johansen zur Präsidenten der SLFA gewählt, nachdem ihr ärgster Konkurrent, Ex-Nationalspieler Mohamed Kallon, aus formellen Gründen von der Wahl ausgeschlossen wurde. Kallon ging gegen diese Entscheidung vor, die aber von der FIFA mitgetragen wurden.
Johansen wurde in der Presse als mögliche Nachfolgerin von FIFA-Präsident Sepp Blatter gehandelt.
Am 7. September 2016 wurde Johansen zusammen mit SLFA-Vizepräsident Briam Kamara und Generalsekretär Christopher Kamara auf Anweisung der Anti-Korruptionskommission festgenommen, da die SLFA unter ihrer Führung keinerlei Finanzberichte abgegeben habe. Die Drei wurden wenig später auf Kaution freigelassen. Die FIFA hatte in einer Erklärung mitgeteilt, dass man hinter den drei Verdächtigten stehe und von keinerlei Unregelmäßigkeiten ausgehe, wobei Ende 2018 der Fußballverband Sierra Leones durch die FIFA suspendiert wurde. Nach einem Freispruch im Korruptionsverfahren im Juni 2019 wurden Johansen und ihr Vize rehabilitiert und der Verband von der FIFA wieder zugelassen.
2021 trat sie nicht zur SLFA-Wiederwahl an, nachdem sie in den FIFA-Rat gewählt worden war.